# Джуліано да Сангало
Джуліано да Сангалло(італ. Giuliano da Sangallo; народжений як Джуліано Джамберті (італ. Giuliano Giamberti); бл. 1445, Флоренція — 1516, Рим) — флорентійський інженер, архітектор, який брав участь, окрім численних фортифікацій, також і у будівництві цивільних і релігійних будівель Тоскани і Рима на запрошення Лоренцо Медічі, а потім двох римських пап. 
До найвідоміших будівель Джуліано да Сангало відноситься церква Санта Марія деллє Карчері в Прато (1484-95) і вілла Медичі в Поджо-а-Каяно під Прато (1485-92). Створена ним церква Санта Марія деллє Карчері в Прато (1484-95) є одним з найбільш ранніх зразків ренесансного центрально-купольного храму.

Як скульптор Джуліано да Сангалло особливий інтерес відчував до передачі мотивів руху (надгробки сімейства Сассетті в капелі Сассетті церкви Санта Трініта у Флоренції, мармур, 1486).

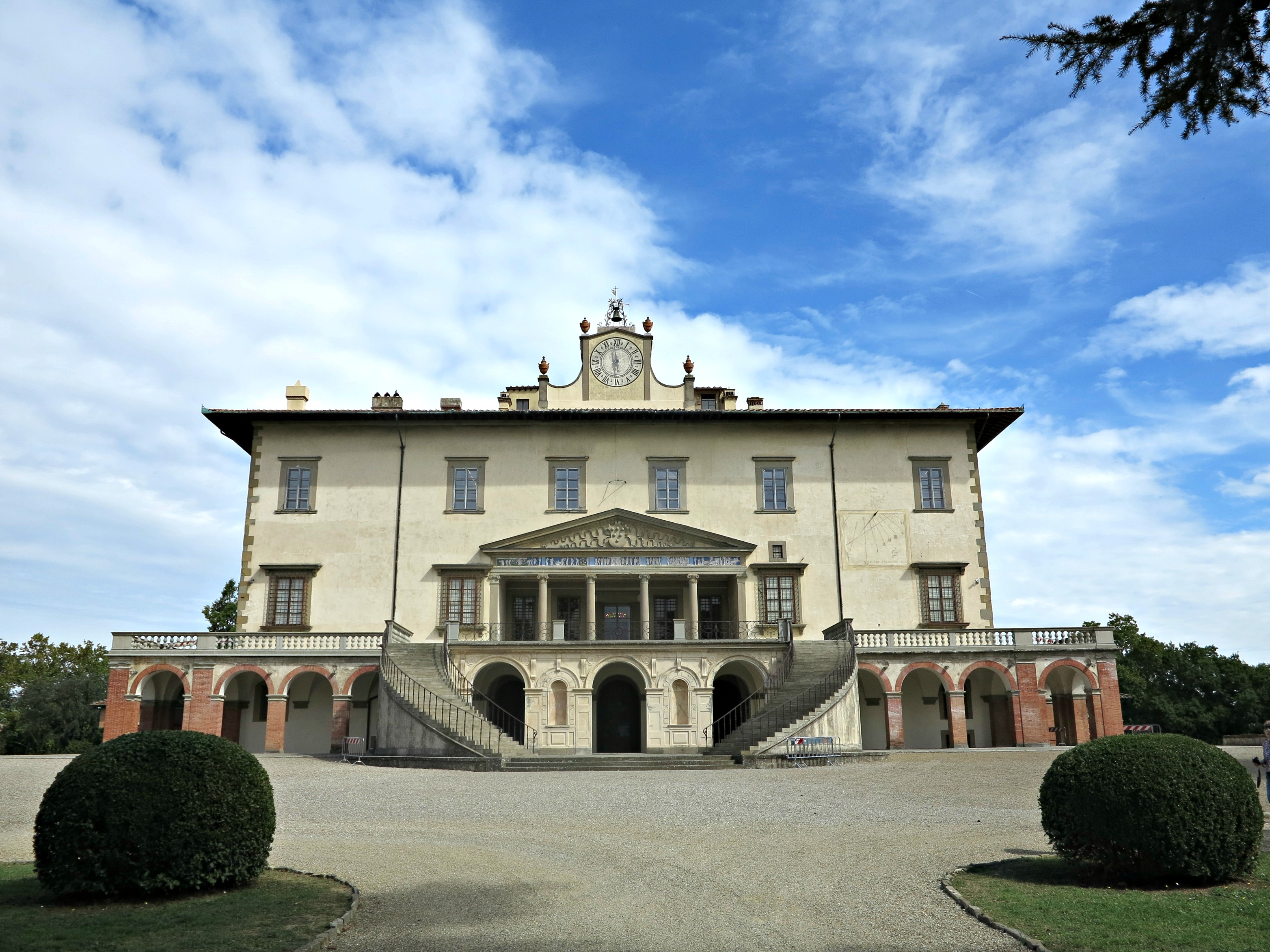
Вілла Медичі в Поджо-а-Каяно

Після того, як вибрали папою Юлія II, покидає Рим і повертається у Флоренцію. Пізніше будує цитаделі у Пізі. При Леві X повертається до Риму. У 1514 році будує фасад Санта Марія дель Аніма і у 1514—1515 керує будівництвом Собору Святого Петра.